# اومیکا کاواشیما
اومیکا کاواشیما (انگلیسی: Umika Kawashima؛ زادهٔ ۳ مارس ۱۹۹۴) یک موسیقی‌دان اهل ژاپن است. وی از سال ۲۰۰۶ میلادی تاکنون مشغول فعالیت بوده‌است.